# Hølens kommun
Hølens kommun (norska: Hølen kommune) var en kommun (stadskommun, norska: bykommune) i Akershus fylke i sydöstra Norge. Kommunen omfattade staden Hølen som samtidigt utgjorde kommunens centralort.

## Administrativ historik
Hølens kommun upprättades 1847 genom utbrytning ur Son og Hølens kommun. Kommunen hade 199 invånare vid upprättandet.
Den 1 juli 1943 gick kommunen upp i Vestby kommun. Kommunens hade då 228 invånare.